# 1067 Lunaria
1067 Lunaria là một tiểu hành tinh bay quanh Mặt Trời. Ban đầu nó có tên là 1926 RG. Nó có đường kính 84 km.